# Béla Henrik
Béla Henrik (eredeti neve: Bernstein Chájim) (Tarnów, 1864. március 11. – Budapest, 1939. január 24.) magyar királyi kormányfőtanácsos, országgyűlési képviselő, a Budapesti Hírlap munkatársa, a Világgazdasági Szemle szerkesztője.
Politikus, újságíró, műfordító.

## Életpályája
Kitért izraelita családból származott. Korán árvaságra jutott gyermekként került Magyarországra; Kassán nevelkedett. Tanulmányait magánúton végezte el. 1884–1889 között Rákosi Jenő soviniszta-nacionalista lapjának, a Budapesti Hírlapnak külső, 1889–1919 között belső munkatársa és politikai cikkírója volt. 1908–1918 között Baross Jusztin lemondása után a trencséni választókerület alkotmánypárti, illetve párton kívüli országgyűlési képviselője volt. A Tanácsköztársaság kitörése után (1919) Bécsbe menekült. 1919-ben Prágába költözött. 1920–1923 között Csehszlovákiában élt. 1922–1923 között a magyar kormány által támogatott Prágai Magyar Hírlap főszerkesztője volt. Irredenta cikkei miatt a csehszlovák kormány 1924-ben kiutasította. 1924-től Budapesten a Miniszterelnökség Sajtóirodájának munkatársa volt, 1933-tól kormányfőtanácsosi rangban. 1925–1930 között a Középeurópai Lloyd szerkesztője volt. 1926-ban országgyűlési pótképviselő volt (Egységes Párt, országos lista). 1934-től a Világgazdasági Szemle szerkesztőjeként tevékenykedett.

### Munkássága
Eleinte színházi, irodalmi és tudományos cikkeket írt, később érdeklődése a belpolitika felé fordult, s a közélet számos vezető alakjával került közelebbi kapcsolatba. Csehszlovákiában olyan erőteljesen képviselte a hivatalos magyar álláspontot a trianoni békeszerződéssel kapcsolatban, hogy kiutasították az országból. Műfordítóként kortárs német és lengyel irodalmat fordított.

## Családja
Szülei Bernstein Menyhért és Sulz Gizella, felesége Bien Irén Alojzia (1889–1970) volt. Három fiuk született: György, Henrik és Miklós.
Temetése a Fiumei úti sírkertben volt. A 42. parcellában lévő sírját felszámolták.

## Művei
- A kis herceg (mese képekkel; Budapest, 1899; Filléres Könyvtár. 65–66. 2. kiadás: 1911)

## Műfordításai
- Hermann Sudermann: Egyszer volt… (regény, Budapest, 1897; 2. kiadás: 1913 I–II. kötet; 3. kiadás: 1927)
- Henryk Sienkiewicz: Örvény (Budapest, 1921)